# Schlacht bei Muhi
In der Schlacht bei Muhi besiegten die Mongolen unter Batu Khan und Subutai am 11. April 1241 das Heer des ungarischen Königs Béla IV. Dessen Truppen wurden in einer Wagenburg am westlichen Ufer des Sajó eingeschlossen und nahezu vollständig vernichtet, einschließlich eines Großteils der weltlichen und kirchlichen Führungsschicht. Wegen des Kampfes am Fluss wird sie auch als Schlacht am Sajo bezeichnet.

## Schlachtverlauf

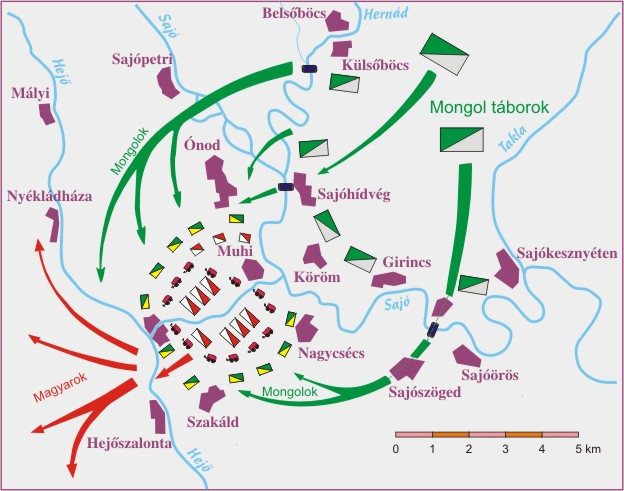
Schlachtverlauf

Mit einem Reiterheer von 150.000 Mann, die bis zu 500.000 Pferde mit sich führten, hatte Batu Khan zunächst die russischen Städte erobert. Auf ihrem Eroberungszug nach Westen war die Hauptabteilung des mongolischen Heeres über den Verecke-Pass in Ungarn eingefallen. Shibani, ein Bruder Batus und damals noch Prinz, kommandierte einen Teil der Streitmacht. Zwei Tage vor dem Sieg gegen Belas Truppen hatte ein zweites mongolisches Truppenkontingent in der Schlacht bei Liegnitz 1241 bereits ein deutsch-polnisches Ritterheer aufgerieben.
Wie die Schlesier fielen auch die Ungarn auf die Taktik der Mongolen herein, die mit Hilfe des Parthischen Manövers einen Rückzug vortäuschten. 70.000 der 100.000 vereint kämpfenden Ungarn, Kumanen, Walachen, Böhmen, Serben und Deutschordensritter sollen gefallen sein.
Nach den Quellen gelang nur wenigen Ungarn die Flucht, darunter König Béla IV. Zunächst flüchtete er über Nordungarn und Pressburg zum verfeindeten Herzog Friedrich II. von Österreich, der ihm den mitgeführten Staatsschatz abnahm und ihn zur Abtretung dreier Grenzkomitate zwang (1246 wieder ungarisch). Danach zog sich der König bis zum Tod des Mongolen-Großkhans Ögedei nach Kroatien zurück (bis an die Adria auf die dalmatinische Insel Trogir), mit den mongolischen Verfolgern im Nacken, die Split plünderten und Triest bedrohten.
In der Folge setzten die Mongolen über die zugefrorene Donau, plünderten die Hauptstadt Buda, verwüsteten Transdanubien und stießen bis Wiener Neustadt vor.

## Folgen der ungarischen Niederlage
Bélas Reich, besonders die Landbevölkerung, litt bis 1242 unter den Verheerungen des „Tatarensturms“. Nicht nur das ungarische Heer, sondern das gesamte Königreich schien vernichtet, die Geschichtsschreibung spricht vom „Zusammenbruch“ Ungarns. Große Teile der Bevölkerung Ungarns wurden versklavt und in Todesmärschen deportiert, sofern sie sich nicht hungernd in die Sümpfe oder in jene wenigen befestigten Städte flüchten konnten, die den mongolischen Belagerern standhalten und Schutz zu bieten vermochten.
Die Kroaten konnten 1242 zwar eine kleine Vorausabteilung der Mongolen schlagen, nachdem das Umland Zagrebs verwüstet worden war, doch die Plünderung Dubrovniks (Ragusa) nicht verhindern. Die mongolischen Heere zogen indessen über Serbien und Montenegro nach Bulgarien weiter, ehe sie 1243 über Gebiete des heutigen Rumäniens vorerst nach Südrussland zurückkehrten, wo Batu Khan sein eigenes Reich gründete. Als Dank für die Rettung des ungarischen Königs erhielten viele kroatische Städte die goldene Bulle zur freien Königstadt.